# خانات کلات
خانات کلات (بلوچی: کلاتءِ هانات) یک امارت براهویی تبار که در منطقه کلات واقع در بلوچستان شرقی  در سال ۱۵۱۲ میلادی بنیاد گذاشته شده  که بعد از مرگ نادرشاه افشار اعلام استقلال نمود و تا سال ۱۹۵۵ میلادی دوام کرد.
در سده هفدهم میلادی، و با تشکیل اتحادیه ای از سران بلوچ، حکومتی را در کلات تشکیل داده شد و میر احمد خان را حکم فرمای آزاد آن سامان تلقی کردند. او با گشودن نواحی مستونگ، سیبی کچهی، کویته کنونی حکمرانی خود را گسترش داده بود. جانشین وی میر عبداللّه خان خانات کلات را گسترش بیشتری داد. او حکام کلهره سند را شکست داده و شوروک و مکران را تحت سلطهٔ خود آورد.
در سال ۱۸۷۱ به موجب قرارداد گلداسمیت بخش غربی بلوچستان به ایران واگذار شد و بخش باقی مانده زیر نظر انگلیس به حکومت خود ادامه داد.
در سال ۱۹۴۷ بعد از این برخی مناطق تابع راج بریتانیا تقسیم شد، خانات کلات هم اعلان استقلال کردند، میر احمد یارخان، آزادی کامل مناطق تابع او را اعلان کرد و تا ۲۷ مارچ سال ۱۹۴۸ مناطق تابع او بشکل یک دولت آزاد بود و در ۲۷ مارس ۱۹۴۸ توسط کشور تازه تأسیس پاکستان اشغال شد. خانات کلات پیش از ۱۶۶۶ جز امپراتوری مغولهای هند به رهبری اکبر باچا بود. زبان رسمی در خانات کلات، فارسی دربار و بلوچی براهویی بوده‌است.

## شجره نامه
|  |  |  |  |  |  |  |  |  |  |  |  |  |  |  |  |  |  |  |  |  |  |  |  |  |  |  |  |  |  |  |  |  |  |  |  |  |  |  |  |  |  |  |  |  |  |  |  |  |  |  |  |  |  |  |  |  |  |  |  |  |  |  |  |  |  |  |  |  |  |  |  |  |  |  |  |  |  |  |  |  |  |  |  |  |  | {{{عبدالشیث}}} | {{{عبدالشیث}}} | {{{عبدالشیث}}} | {{{عبدالشیث}}} | {{{عبدالشیث}}} | {{{عبدالشیث}}} |  |  |  |  |  |  | فخرالدین محمود | فخرالدین محمود | فخرالدین محمود | فخرالدین محمود | فخرالدین محمود | فخرالدین محمود |  |  |

|  |  |  |  |  |  |  |  |  |  |  |  |  |  | امیر احمد خان سوم(کبیر) |  |  |  |  |  |  |  |  |  |  |  |  |  |  |  |  |  |  |  |  |  |
|  |  |  |  |  |  |  |  |  |  |  |  |  |  |                         |  |  |  |  |  |  |  |  |  |  |  |  |  |  |  |  |  |  |  |  |  |
|  |  |  |  |  |  |  |  |  |  |  |  |  |  | امیر محراب خان اول      |  |  |  |  |  |  |  |  |  |  |  |  |  |  |  |  |  |  |  |  |  |
|  |  |  |  |  |  |  |  |  |  |  |  |  |  |                         |  |  |  |  |  |  |  |  |  |  |  |  |  |  |  |  |  |  |  |  |  |
|  |  |  |  |  |  |  |  |  |  |  |  |  |  | امیر عبدالله خان        |  |  |  |  |  |  |  |  |  |  |  |  |  |  |  |  |  |  |  |  |  |
|  |  |  |  |  |  |  |  |  |  |  |  |  |  |                         |  |  |  |  |  |  |  |  |  |  |  |  |  |  |  |  |  |  |  |  |  |
|  |  |  |  |  |  |  |  |  |  |  |  |  |  | امیر محمدنصیر خان اول   |  |  |  |  |  |  |  |  |  |  |  |  |  |  |  |  |  |  |  |  |  |
|  |  |  |  |  |  |  |  |  |  |  |  |  |  |                         |  |  |  |  |  |  |  |  |  |  |  |  |  |  |  |  |  |  |  |  |  |
|  |  |  |  |  |  |  |  |  |  |  |  |  |  | امیر محمود خان اول      |  |  |  |  |  |  |  |  |  |  |  |  |  |  |  |  |  |  |  |  |  |
|  |  |  |  |  |  |  |  |  |  |  |  |  |  |                         |  |  |  |  |  |  |  |  |  |  |  |  |  |  |  |  |  |  |  |  |  |
|  |  |  |  |  |  |  |  |  |  |  |  |  |  | امیر محراب خان دوم      |  |  |  |  |  |  |  |  |  |  |  |  |  |  |  |  |  |  |  |  |  |
|  |  |  |  |  |  |  |  |  |  |  |  |  |  |                         |  |  |  |  |  |  |  |  |  |  |  |  |  |  |  |  |  |  |  |  |  |
|  |  |  |  |  |  |  |  |  |  |  |  |  |  | امیر خداداد خان         |  |  |  |  |  |  |  |  |  |  |  |  |  |  |  |  |  |  |  |  |  |
|  |  |  |  |  |  |  |  |  |  |  |  |  |  |                         |  |  |  |  |  |  |  |  |  |  |  |  |  |  |  |  |  |  |  |  |  |
|  |  |  |  |  |  |  |  |  |  |  |  |  |  | امیر محمود خان دوم      |  |  |  |  |  |  |  |  |  |  |  |  |  |  |  |  |  |  |  |  |  |
|  |  |  |  |  |  |  |  |  |  |  |  |  |  |                         |  |  |  |  |  |  |  |  |  |  |  |  |  |  |  |  |  |  |  |  |  |
|  |  |  |  |  |  |  |  |  |  |  |  |  |  | امیرمحمد اعظم جان خان   |  |  |  |  |  |  |  |  |  |  |  |  |  |  |  |  |  |  |  |  |  |
|  |  |  |  |  |  |  |  |  |  |  |  |  |  |                         |  |  |  |  |  |  |  |  |  |  |  |  |  |  |  |  |  |  |  |  |  |
|  |  |  |  |  |  |  |  |  |  |  |  |  |  | امیر احمدیار خان        |  |  |  |  |  |  |  |  |  |  |  |  |  |  |  |  |  |  |  |  |  |

منابع و مآخذ: 
- شیرازی (آخوندزاده)،وزیر آخوند محمد صالح،کردگال نامک.
- منشی قلاتی ،میرزا احمد علی خان ،اخبار الابرار.
- گنجابوی،قاضی نورمحمد ، منظومه جنگ نامه یا تحفه النصیر.
- سارانی، مرتضی ،شجره انساب قبایل بلوچ ،ج1 ، زاهدان،1399 هـ.ش
- هتورام ،رائی بهادر لاله،تاریخ بلوچستان ، کویته ، 1910 م.

## دودمان ميروانی
بنيان گذار حکومت محلی خانات كلات فردی به نام ميرو خان فرزند زهرو خان براهوئی بود . با توجه به تاريخ شفاهی مردم براهویی ميرو خان در ابتدا یکی از سرداران  تابع سلاله سيوا هندو در كلات بود . با قدرت گيری ميرو خان در دربار سيوا او برای حكمران وقت بمانند يک رقيب بدل يافت . اندكی بعد تر با يک قيام همگانی وی توانست خاندان سيوا را از پا در آورده و به حكومت اين سلسله خاتمه دهد . در اطراف كلات در آن بازه وجود برخی از گروه های بيگانه ترک ها باعث حمله ميرو خان به آن ها گرديد . او در نبردها توانست اين گروه های بیگانه ترک از سرزمين او بيرون براند .

## میروانی و کمبرانی
آنها نام دو ایل بزرگ در قومیت بلوچ هستند
که به علت زبان مشترکی که از آن استفاده می کنند به نام مشترک براهویی خوانده می شوند.
نسب شناسان بلوچ از دیرباز تا حال نسب این دو خاندان همطراز و اشرافی را که حکومت بلوچ ها به آنها مربوط است از یک ریشه دانسته و چنین معرفی می کنند : 
|  |  |  |  |  |  |  |  |  |  |  |  |  |  |               |               |               |               | براهو         |               |  |  |               |               |               |               |               |               |  |  |  |  |  |  |  |  |  |  |  |  |  |  |  |  |
|  |  |  |  |  |  |  |  |  |  |  |  |  |  |               |               |               |               |               |               |  |  |               |               |               |               |               |               |  |  |  |  |  |  |  |  |  |  |  |  |  |  |  |  |
|  |  |  |  |  |  |  |  |  |  |  |  |  |  |               |               |               |               | سعید          |               |  |  |               |               |               |               |               |               |  |  |  |  |  |  |  |  |  |  |  |  |  |  |  |  |
|  |  |  |  |  |  |  |  |  |  |  |  |  |  |               |               |               |               |               |               |  |  |               |               |               |               |               |               |  |  |  |  |  |  |  |  |  |  |  |  |  |  |  |  |
|  |  |  |  |  |  |  |  |  |  |  |  |  |  |               |               |               |               | زهرو          |               |  |  |               |               |               |               |               |               |  |  |  |  |  |  |  |  |  |  |  |  |  |  |  |  |
|  |  |  |  |  |  |  |  |  |  |  |  |  |  |               |               |               |               |               |               |  |  |               |               |               |               |               |               |  |  |  |  |  |  |  |  |  |  |  |  |  |  |  |  |
|  |  |  |  |  |  |  |  |  |  |  |  |  |  |               |               |               |               |               |               |  |  |               |               |               |               |               |               |  |  |  |  |  |  |  |  |  |  |  |  |  |  |  |  |
|  |  |  |  |  |  |  |  |  |  |  |  |  |  | امیر میرو خان | امیر میرو خان | امیر میرو خان | امیر میرو خان | امیر میرو خان | امیر میرو خان |  |  | امیر کمبر خان | امیر کمبر خان | امیر کمبر خان | امیر کمبر خان | امیر کمبر خان | امیر کمبر خان |  |  |  |  |  |  |  |  |  |  |  |  |  |  |  |  |

### حماسه براهو ءُ جدگال
پس از اينكه ميرو خان توانست حكم خاندان سيوا از بين ببرد و ترک ها را از زمين خود بيرون براند او را لقب  براهو خان كه منتسب به  قوم براهویی بود ناميدند . هم زمان او در ناحيه وادی سوراب خاندانی به نام بلفت حكم محلی داشتند آن ها به دليل اينكه زبان محاوره ای به نام جدگال مشتهر گشتند . بزرگ اين خاندان فردی به نام جلب خان جدگال بود . ميرو خان كه به دنبال فتح اراضی بيشتر بود با روانه آن ديار گرديد كه در مردم آن منطقه به حماسه براهو ءُ جدگال مشهور می باشد . از نبرد های چند نسلی خاندان ميروانی و بلفت ايجاد گرديد . جدگال ها در اين نبرد ها با حمايت تاجیک‌ها  موجود در سوراب برخوردار بودند ، در حماسه مذكور فردی به نام مومد بن مومکاز فرماندهان لشكر جدگال بود برخی از مؤرخين او را جد اعظم خاندان محمدزھی می دانند و چنين نقل می کنند كه ميرو خان در نبرد او به قتل رسيد . لشكريان ميروانی توانستند سوراب را مدتی به تصرف خود در بياورند . اما با وفات ميرو خان در بين افراد اين خاندان اختلاف به مسئله حاكم بودن در امد ، سرانجام كمبر خان برادر ميرو خان به تخت نشست و نائب السلطنه او برادرزاده اش كمبرخان معرفی شد . 
در دوران حكومت كمبر خان هيچ گونه نبردی با مدعيان جدگال بر سر تصاحب ، مالكيت بر سوراب رخ نداد و سوراب كه با حملات به دست اين سلسله افتاد در اين عصر نيز تحت حاكميت اين سلسله بود . 
با وفات زود هنگام كمبر خان در سال ۱۴۶۰ ميلادی برادرزاده او عمر خان ميروانی به عنوان جانشين وی دستار بندی نمود . وی مدتی بعد به قلعه سوراب منتقل شد  و آن را به عنوان پایتخت خود اعلام كرد . همسر او بی بی مهناز خواجه خيل بود ، خاندان خواجه خيل از دودمان های معروف افغان تبار نيز معروف است . از همسرش صاحب فرزندی به نام بجار خان شد . هنگامی كه وی همراه برادرش قلندرخان مشغول بود ناگهان با حمله مفاجئ از لشکر جدگال ها شدند كه به نحو غافلگير كننده ای به جانب قلعه در حال حمله بودند دو برادر ديگر او يعنی اسماعيل خان و گرگين خان برای كاری به خارج از قلعه رفته بودند ، سرانجام با فتح قلعه توسط نيروهای قوم جدگال عمر خان به همراه برادرش قلندر خان كشته شدند . تنها بی بی مهناز به همراه فرزند خردسالش از اين واقعه در امان ماندند و  خودشان به مستونگ رسانيدند ، از سرداران جدگال در اين حمله به جلب خان و حُمير خان نيز ميتوان اشاره كرد ، اين واقعه در سال ١٤٨٣ اتفاق افتاد و موجب شد تا حماسه براهو ءُ جدگال همچنان ادامه بيابد  سرانجام حكم سوراب و كلات مدتی دست اين خاندان افتاد .

## دودمان احمد زهی

### احمد خان ثالث
در سال ۱۶۶۶ به حكومت رسيد و بلا فاصله نام حكومت از كمبرانی به احمد زهی تغيير داد . او برای وسعت مملكتش به حملات نيز پرداخت . حملات پی در پی او توانست برای خود محل مستقل در مناطق بلوچ نشين ايجاد كند . تا زمان قبل او دولت در قلمرو كوچک شناخته شده بود . اما با روی كار آمدن وی حكومت كمبرانی دچار تغيير نام شد و توانست یک حكومت مستقل برای خود اعلام نمايد . كه موردپذيرش حكومت های قبیله ای همسايه گشت .  در اوايل دوران حكومت احمد خان ثالث او در سرآغاز كار خود توانست تغييرات اساسی در سلسله حكومتی كمبرانی كه يک حكومت ضعيف و كوچک و دايم زير تهديد در حد مناطق كلات و سوراب و منگوچر بود ما بقی سرزمين مردم بلوچ هر كدام زير نظر گروهی ديگر بود در مستونگ همچنان وارثان آغا جعفر خان مغول بر آن حکومت می كردند ، در باغبانه و خضدار و دره موله به اقوام لاسی و چهتی تعليق داشت ، در خاران قوم نوشيروانی حكومت می كرد و در مکران  كنفدراسيون قبيله ای رند دگارانی ءُ بوسعيدی حكومت داشتند و در شالكوت قبايل افغان روی كار بودند . كه احمد خان ثالث توانست بخشی از اين زمين ها به قلمرو خود بيفزايد . 

### محراب خان احمد زهی
پس از حكمرانی سی ساله احمد خان ثالث ، بزرگ ترين فرزند او يعنی محراب خان اول بر تخت نشست . با آغاز حكم او در ابتدا به دليل افزايش قلمرو خود به جنگ با نور محمد خان كلهوره حاكم سنده پرداخت ، به اين طريق محراب خان با لشکر گران عازم سرحدات سنده گرديد از آن طرف ميان نورمحمد خان كلهوره با كمک نيروهای قوم تالپور هوت بلوچ به فرماندهی سخی مير سهراب علی خان تالپور روانه ميدان جنگ شدند ، چون به ميدان رسيدند نبردی سخت در دشت به اشتغال در آمد ، برق شمشيرهای بلوچی و سندی و براهويی چشمان نابينایی جنگاوران را كور می کرد و مير سهراب خان كه قدرت معروفی در نبردها داشت توانست در اين جنگ نزديک خان كلات برود و آن رادر ميان نيروهايش به قتل برساند . لشكر محراب خان كه ديدند فرمانده و اميرشان به قتل رسيد از ميدان جنگ عقب كشی كردند و به كلات برگشتند  . و پيروزی قسمت نيروهای خان كلهوره و قوم تالپور هوت بلوچ شد . اين واقعه در دومين سال حكومت محراب خان يعنی۱۶٩٧ رخ داد . و بعد از محراب خان برادرزاده اش مير سمندر خان بر تخت نشست . 

### سمندر خان احمد زهی
پس از تخت نشینی سمندر خان فرزند ارشد كمبرخان در سال ۱۶۹۷ بلا فاصله او برای ستاندن خون عمويش عمل كرد و به ميان نورمحمد خان كلهوره و داوود خان كلهوره حمله نمود و توانست هر دو را اسير كند و به كلات آورد . مدتی بعد وی به  کمک برادرش فراری شد  و وی را در وادی جوهان رفت و توانست مدتی نيز نزد دودمان لهری پناهنده شود . اما با تعقيب بيش از حد نيروهای سمندر خان اورا مجددا به اسارت گرفتند و پس از آن به كلات باز آمدند . در دربار كلات ميان شرمسار گونه در مقابل خان كلات قرار داشت . مدت ها از اسارت او گذشت تا آنكه شاه سلسله چغته امر نمود تا سمندر خان دو اسير را آزاد نمايد . كه در نهايت آن ها را به شرط دفع چهل هزار روپيه سالانه به خانات كلات آزاد كرد . در اين ميان برادر سمندر خان كه به قلندرخان معروف بود نيز شورش هایی بر عليه برادرش ايجاد نمود كه در نتيجه با قتل قلندر خان شورش از بين رفت . در دوران سمندر خان نيروهای حاكم وقت بر ایران برای فتح ممالک بلوچ نشين حمله بردند آن ها پس از جنگ شديدی با كنفدراسيون قبیله ای رند دگارانی ءُ بوسعيدی در مکران و حاكمان خاران خودشان به مستونگ رساندند. سرانجام با كمک سپه سالار طهماسب خان مغول به كلات حمله كردند ، سمندر خان خواست از طهماسب خان مبارزه فردی داشته باشند كه در نتيجه سمندر خان توانست طهمساب را به قتل برساند و نیروھای او را به خود ضميمه كند و ممالک ژوب ، تل بوره ، چوتاییبه تاراج سمندر خان رسيد و وی پس از شانزده سال حكم در سال ۱۷۱۴ وفات يافت .

### احمد خان الرابع احمد زهی
در سال ۱۷۱۴ احمد خان الرابع در قلعه ميری كلات به تخت نشست وی با وفات عمويش صاحب مناصب او شد . در آن وقت وزير اعظم كلات اخوند محمد صالح در چنين شرايطی صلاح نديد كه هر دو برادر يعنی احمد خان الرابع و عبدالله خان در جوار يكديگر بمانند زيرا هر كدام به دنبال قدرت بودند . بدين ترتيب از خان كلات وقت خواست كه منطقه شالكوت را تحت حكم عبدالله خان بگذارد ، و احمد خان قبول كرد و به اين منوال سپری شد . عبدالله خان سردار خاندان رئيسانی بلوچ  نزد خود فراخوان داد . و عرض او اين بود كه خان كلات با توجه به اينكه برادر او هم هست اما عياش است مبادا مملكت از دست او بی تدبير برود و به دست دشمنان بيفتد فهميدن امروز بهتر از دست دادن فرداست به فكر تير بايد نمود قبل از آنكه رها شود در جوابش فيروز خان رئيسانی گفت رخصت شود با قوم خود مشاوره كند تا معلوم شود با ما هستند يا نه . و سپس با مير ملا عيسی خان رستم زهی والی بر برخی مناطق كيچهی مشاورت كرد و او را توانست به خود منضم كند . اخبار محاوله شورش عبدالله خان به گوش برادرش رسيد كه احمد خان با خشمی عظيم عبدالله خان به نبرد صدا كرد . احمد خان در كلات لشكريان خود از جهلاوان و مستونگ و ساراوان جمع نمود و نيروهای او به هفتصد سوار رسيدند . و در طرف مقابل پنجاه سوار در خدمت عبدالله خان رو به رو شد و سپس خودشان به ميدان جنگ رساندند . ميرداد مينگل از تيره شاهيا زهی از سرداران معروف همراه احمد خان رابع بود وی در حين نبرد با عبدالله خان مواجه شد ، او شمشير خود بر جبين عبدالله خان فرود آمد و توانست زخم های وافر برداشتند آخر الامر شكست بر ايشان رخ نهاده سپس عبدالله خان پس از شكست دچار به صلح با برادر او شد  و توانست به اطاعت احمد خان در بيايد و بين دو برادر صلح در آمد . 
مير عبدالله در دوران ماندش در قلعه كلات در ارگ شير نشست اين ارگ نشستگاه اجدادی اخوند محمد صالح بود كه به خاندان شيرازی تعلق داشت . در چهارمين سال حكومت احمد خان وی بيمار شد و چون رسم براهويی ها اين است كه در هنگام بيماری در پوستین گوسفند می شوند عبدالله خان نيز از اين فرصت استفاده كرد و بر تخت نشست و خود را خان كلات جديد اعلام كرد . و اخوندمحمد صالح به دليل وفايش به احمد خان را خلع كرد . سپس احمد خان رابع كه بيماری اش شدت گرفت با فرمان های برادرش به بند اسارت بردند به گمان برخی مؤرخين احمد خان سپس توسط برادرش به قتل رسيد . و به گمان برخی ديگر يكی از فرماندهان تابع عبدالله خان نيز به قصد انتقام از برخی كشته شدگان نور محمد خان كلهوره او را در بند اسارت به قتل رساند . 

### عبدالله خان احمد زهی
با تخت نشينی عبدالله خان او در ابتدا توانست مناطق افراد خاندان لاشاری از جمله گاجان و گنداوک به تصرف خود در آورد . و نيز به قصد تاراج خضدار و آواران پرداخت در محدوده آواران عده ای از ساكنين كه  بدون حاكم زندگی می كردند از ترس او به كوه ها پناه بردند و گمان داشتند از او در امان می شوند اما او چون نيز به خون خواری اشتياق داشت توانست در کوه ها به آن ها حمله كند و آن ها را به قتل برساند . و توانست تا محدوده حكم كنفدراسيون قبيله ای رند دگارانی ءُ بوسعيدی ممالک را به تاراج خود ببرد . او به دليل اينكه از حيلت ومكر و نفوذ افراد اين كنفدراسيون در بين لشكريانش با خبر بود و اينكه نيز کمین هایی و عمليات اغتيالی مختلفی برای او آماده كرده بودند بر خلاف جنگ هايش با بقيه اقوام با آن ها به صلح پرداخت و همچنان حكمشان در مکران ماند . سپس او برای ادامه افزودن ممالک به بندرعباس و سپس در مسير به قندهار حمله نمود . او بر خلاف ميل باطنی اش به قندهار حمله نمود . سپس ما بين او و شاه افغانستان شاه حسين  خلجی  در وادی لیلی ومجنون جنگی عظيم بين دو لشكر قرار گرفت . عبدالله خان بر نيروهای شاه افغان عزيمت يافت و او را شكست داد ، نيروهای عبدالله خان توانستند شاه افغان را اسير كنند اما نيز او را با وصيت عبدالله خان نكشتند . پس از آن توانستند شهر قندهار را به طور كامل نهب وتاراج كنند و سپس همراه اموال نهب شده به كلات برگردد و در راه به پشنگ و شوراورک را به تصرف و تملک خود در آورد و بر اين دو مكان والی انتخاب كرد . شاه حسين خلجی پس از جنگ قندهار تنفر شديدی از خانات كلات گرفت و همچنان توانست با دشمنان خان كلات از امارت كلهوره در سنده متحد شود او نيز سفيری نزد سلاطين سلطنت تالپور هوت و امرای رند دگارانی (سپه سالار كلگ و كایی) تا درواست جاه در ناحيه مند بلو مكران فرستاد و در جواب مير درواست بن مير دادشاه رند گارانی در مقوله معروف خود جواب داد " حِمير بجنگه ميران بگنده وبهنده "و گويا با سفير به دليل فارس زبان بودن به بدی استقبال شد كه نوعی تحقير به هر دو گروه مبارز بود و خود را بلند مرتبه دانستن . و سلطان تالپور نيز از مشارکت امتناع كرد . سپس نيروهای كلهوره از راه دره بولان و نيروهای شاه  خلجی افغان از راه ديگر از دو راه جانب به مملكت عبدالله خان هجوم آوردند عبدالله خان در دشت مستونگ آماده جنگ شد . 
نيروهای افغان در ابتدا به قتل عام واليان عبدالله خان شروع كردند  به پشنگ و شوراوک حمله كردند و فيروز خان رئيسانی را همراه خانواده اش كشتند . از اين جنگ فردی به نام دلاور خان به شوراوک جهيده و والی آنجا را مطلع كرد . و با هم به مستونگ نزد عبدالله خان پناه گرفتند سپس نيروهای افغان و كلهوره آنجا را به محاصره در آوردند و در شالكوت نبرد ادامه داشت چند سال گذشت نيروهای خان كلات با اتحاديه قوم كلهوره و نيروهای شاه افغان شب و روز در حال جنگ بودند . سرانجام نيروهای افغان و قوم كلهوره به مناطق  اوليه خود بازگشتند چون عاجز بودند از دستيابی به هر گونه فتح و پيروزی در مناطق تحت حكم عبدالله خان . سرانجام عبدالله خان به سياست های داخلی خود ادامه داد او نيز توجه كرده بود مناطق كيچهی و سبی و دهادر كه مدتی تحت حكم خاندان رند( شاخه چاكرانی) بود و سپس به تصرف نيروهای پشتون‌ها و هندو راجپوت در آمد . حكمران وقت از دوستان صميمی او بوده اما در نهايت با دسيسه برخی از اطرافيان هر دو حاكم نبرد امری حتمی شد ، به گفته برخی مؤرخين عبدالله خان احساس مرگ را در اين نبرد داشت ووصيت نمود كه بعد از او محبت خان به تخت بنشيند كه در نتيجه در روز دوم جنگ عبدالله خان در ناحيه خانپور به دست لشكريان كلهوره به قتل رسيد .

### محبت خان دوره اول
در سال ۱۷۳۱ عبدالله خان به مرگ و بنا بر وصيت او محبت خان احمد زهی به تخت نشست . وی از مادری از خاندان مينگل و دو برادر ديگر او ايلتاز خان سوم و محمد نصير خان از طرف مادری به قوم ايلتاز زهی وصل میشدند . او در اطرافيان خود به سوء خلق و عياش و بد رفتاری با سرداران نواحی ديگر مشهور بود .  در سومين سال بر تخت نشستنش همراهيان او از عدم انجام دادن هيچ فتوحات و اقتصاد بد كه بر ساكنين كلات آورد ناراض بودند . كه سرانجام در روز عيد بدون انجام دادن هيچ شورشی ايلتاز خان سوم همراه فرماندهان تابع محبت خان او را گرفتند و از قلعه اخراج كردند و آن را به عنوان يک مطرود حساب كردند . محبت خان نيز با قهر شديد نزد اقوام مادری خود مدد خواست كه حكم را برگرداند اما با دست رد بر سينه او زدند با اين موانع او ميئوس گشته از وده به دربار خان كلات نزد برادرش ايلتاز خان سوم آمد . 

### ايلتاز  خان ثالث
در سال ۱۷۳۳ پس از خلع محبت خان برادر او ايلتاز خان ثالث بر تخت نشست . در دوران او نادرشاه در هرات به نيت کشور گشایی اشتغال داشت والی هرات فردی به نام مشكی خان مغول بود . محاصره طويل المدت افشاريان بر هرات سبب شد مشكی خان مغول از ادامه نبرد عاجز شود . او در نهايت با نادرشاه رو به رو شد و به قتل رسيده شد و نادرشاه توانست هرات را به تصرف خود در آورد . او با اين فتح نامه به جانب خان كلات نوشته روانه كرد تا نزد وی بيايند " اگر آمديد سلام كرديد بهتر امر نيامده باشند خلعت سرافرازی صادر شده روانه دارالملک ايشان می شود و هم خان كلات را به خدمت شاه می رسانند " پس از ايلتاز خان ثالث و محبت خان تمام سرداران تابع خانيت كلات به اتفاق هم روانه شدند اين واقعه در سال ۱۷۳۶ صورت گرفت . در زمان آماده شدن به رحلت يكی سرداران تابع مناطق خان كلات به نام مير لشكری به عرض والای ايلتاز خان رساند به محض وصلتان به هرات يا قندهار نادرشاه شمارا اسير خواهد كرد و برادرتان كه تابع اوست را به عنوان خان كلات سرفراز می كنند . 
به طور دقيق و درست نميتوان نظريه ارائه كرد كه در مسير رفتن به نادرشاه با چه مواجه شدند . اما به گفته برخی از تاريخ دانان خاناتكلات ايلتاز خان و محبت خان به مدت چند سال در بند اسارت نادرشاه بودند كه سپس بعد از چند سال به حكومت روانه شدند و گوياايلتاز خان توسط برادرش محمد نصير خان به قتل رسيد . 

### محبت خان دوره دوم
مدتی بعد از وفات ايلتاز خان سوم كلات بدون حاكم ماند . در آن وقت زن عبدالله خان كلات به خون خواهی شوهرش نزد نادرشاه افشار رفت و  از او تقاضی قصاص كردن نورمحمد خان كلهوره خواست . چون نادرشاه در ميان فتح هند به سنده رسيده بود ، به قلعه خان كلهوره حمله  كرد و او را اسير كرد و توانست حكومت محلی او را از بين ببرد . نادرشاه محبت خان را به عنوان وارث عبدالله فراخواند در چادر خود و به او عرض نمود كه او ميتواند نورمحمد خان را به دار آويزان كند محبت خان از قتل نورمحمد خان بنا بر دلايل سياسی پرهيز كرد . اما از او ممالک كيچهی و سبی و دهادر خواست كه به قلمرو او اضافه شود . نادرشاه سرانجام محبت خان را والی تعيين شده از جانب او انتخاب كرد بر خانيت كلات . سرانجام محمد نصير خان كه در آن وقت در خراسان حضور داشت به ديدار همسرش به قندهار روانهشد . او در مسير به ديدار حاكمان محلی از اقوام بلوچ شد تا هر چه بيشتر آشنايت خود را بيشتر كند . 
مدتی نيز در زرآباد سكونت كرد در آن وقت با افرادی از گروه های مهدويت و اسماعيليون ملاقات می كرد كه از نژاد پرستی و تحقير كنفدراسيون قبيله ای أزد مکران معروف به رند دگارانی ءُ بوسعيدی مواجه بودند . او نيز از دهاء و مكر افراد اين گروه با خبر بود سپس توانست با شيخ عبدالله بوسعيدی ( بليدئی ) ملاقات كند و شكايت اين افراد را به او برساند ، به گمان برخی مؤرخين جد اعظم خاندان بوسعيدی معروف محمد بن عبدالله الأزدیمعروف به ابو سعيد برای مقبوليت و دسترسی هر چه بيشتر به مردم ناحيه پنجگور طريقه جديدی برايشان  ايجاد نمود به نام بوسعيديه كه از سلسله های منقرض در مذهب ذگری می باشد . گويا فرزند ارشد شيخ ابو سعيد اول معروف به شيخ ابوبكر از مذهب اباضي به سنی تغيير كرد اما او همچنان برای ادامه دادن مقبوليت پدر او و بناء بر اهداف سياسی اش شيوخ قومش را تعيين می كرد و به آن ها انطباع خليفه بودن در نزد افراد مذهب ذگری را می داد . و از سوی ديگر افراد خاندان رند دگارانی را برای قتل ذگری ها ميفرستاد و اين حال تا زمان محمد نصير خان ادامه داشت . شيخ عبدالله رفض قاطع در خصوص تداخلات خانات كلات بر مکران را داشت و محمد نصير را به نتيجه تداخلات عبدالله خان بر مكران را يادآوری كرد . محمد نصير خان نيز از جواب دادن منصرف و خشم خود را بروز نكرد . سپس در وادی جت نزد فردی به نام بوت از قوم چهته رفت و از او استقبال كرد با رسيدنش به قندهار او نيز كه به دنبال افزودن علم به ساكنين مناطق بلوچ نشين بود توانست عده ای از مبلغين علم از خاندان شيرازی مانند ملا احمد شيرازی حاجی ميا صاحب را به مناطق مختلف بفرستند كه نهايتاً در دزک (سراوان) مستقر شدند و در حال حاضر نوادگانشان به فاميل ساداتی مشهور اند . مير محبت خان با مرگ نادرشاه نتوانست مقام خود را محافظت كند و با اتحادی كه ما بين برادرش مير محمد نصير خان و احمدشاه درانی بود موجب شد تا از مقام حكومتی خود عزل گردد به اين ترتيب دور دوم او مانند دور اولش عزل وی دست برادرش صورت گرفت كه در اين راستا حمايت شاه افغان از وی بی تاثير نبود .

### نوری محمد نصير خان
در سال ۱۷۴۹ ميلادی محبت خان احمد زهی به حكم احمدشاه درانی از حكومت خان كلات منعزل گشت و به جای او برادرش محمدنصير خان از متحدين و حاكمان تحت اطاعت احمدشاه به حكومت مقرر شد . در آن بازه زمانی تسلط قوم افغان بر قلمرو خان كلات بيشتر شد به طوری كه هر افغانی كه در آن زمين كشته شود بر خان كلات لزوم است ديه آن را پرداخت نمايد . سپس محبت خان در بند اسارت احمدشاه در افغانستان قرار گرفته بود و در ختام به او حكم قصاص داده شد و جسد او به برادرش دادند كه او را در مقبره شاهی کلات دفن كردند . مدتی بعد با شدت گرفتن نفوذ حكم افغانان بر كلات ، محمد نصير خان از احمدشاه رو گردان و ميئوس شده بود كه به دين ترتيب نصير خان سفير احمد شاه را اخراج نمود و آن را روانه افغانستان كرد . در آن ايام تيره حاصل زهی از  خاندان شهوانی بلوچ در ناحيه اسكگو علم بغاوت را افراشتند ، محمد نصير خان فورا برای سركوب ايشان عازم آن منطقه گشت و مدتی به محاصره شهر بسنده كرد ، چون مردم شهر تحمل نكردند قائم خان شهوانی به طور مخفيانه عازم دربار احمدشاه درانی شد تا استغاثه نزد او ببرند كه سرانجام احمدشاه همراه ارتش كثير عازم ديار كلات شد . 
سرانجام به مدت دوازده روز كلات تحت تصرف احمدشاه در آمد ، مردم كلات از تجبر و ظلم نيروهای افغان ناراضی بودند به صورت دسته جمعی در طوال شب و روز  با صدای بزرگ بر احمدشاه ابدالی تحسب ( حسبنا الله ونعم الوكيل ) كه سرانجام دستور بر عدم ادامه احتلال صادر نمود . گويا يكی از همراهان نيروهای احمدشاه ابدالی فردی به نام خان اچکزئی كه از دستورات و قوانين شاهانه سرپيچی ها داشت به كوه مردان حمله كرد و دو تن از سران قوم محمد حسنی لر را به قتل رسانيد . پس از وقايع مذكور شده به جهت اتحاد وايجاد صلح بين دو حكومت مذكور سفيری از جانب حكومت ابدالی به دربار كلات روانه داشت . كه در استقبال او وزير خان كلات آخوندملا محمد حيات آمد . سفير افغان از عدم حضور  محمد نصير خان نيز خشمگين شد اما با التماس اخوند ملا محمد ايشان مجلس بالاخير منعقد كرد . با صلح در حكومت مذكور محمد نصير خان به فكر تأديب خاندان شهوانی شد زيرا تا كنون همچنان در نفاق وبغاوت بودند . ريشه عميق بغاوت خاندان شهوانی در آن ناحيه در اصل از منطقه كولواه مند و بلو كه زير حكم كنفدراسيون قبيله ای رند دگارانی ءُ بوسعيدی صورت گرفته بود زيرا خاندان شهوانی ساكن كولواه با توجيهات و تعليمات مير درواست بن مير دادشاه رند دگارانی و شيخ عبدالله بوسعيدی ( بليدئی ) گرفته بود كه نوعی اعلام جنگ بر عليه خان كلات بوده است . كه در نتيجه محمد نصير خان خاندان شهوانی را مورد عفو قرار گرفت اما به فكر از بين بودن نظام حكومتی در مکران در آن وقت شد . 
اين كنفدراسيون توسط مير عبدالله بن مير آدينگ بن مير عالی بن مير دگار رند و أبا سعيد محمد بن عبدالله أزدی صورت گرفته بود . كه پس از بين بردن حكومت ملوک در مكران ايجاد شد . كنفدراسيون رند دگارانی ءُ بوسعيدی در برخی اسناد و سير و تواريخ به نامهای أزد مکران ، الموحدين لدين الحق ، اصحاب الموحدين ،شيوخ و امراء  مکران ، دگارانيا و بليديا ، عمريون جز آنها خوانده شده اند . بيشتر اين نامها ، نامهایی كه ديگران اعم از مخالفان ودشمنان بر آنها نهاده اند .  ابو سعيد وی با رحلت از عمان به مکران توانست با مير عبدالله رند كه هم زبان و هم فكر و نسب او بوده اين كنفدراسيون را تشكيل بدهد و او انديشه های آزادی خواهانه بين ساكنين مکران را رواج داد . او هر چند كه از مذهب اباضیه بود اما به دلايل نسبی هميشه مورد ترحيب افراد اين دودمان قرار گرفته بود . و برای افزودن اطلاعات خود به نقاط مختلف از جمله مند و بلو ، تربت ، پنجگور ، خضدار رفت از مهمترين نقاط قابل اهتمام در عصر ابو سعيد اين است كه به عنوان یک اباضی توانست جنگ های مذهبی كه در منطقه مكران صورت میگرفت را كنترل كند و خاندان گيچكی و فرقه ذگری را با خطاباتش مورد جلب توجه قرار بدهد و روابط كاری و سیاسی با آن ها گذاشته شود .  با از بين بردن حكومت ملوک مكران مير عبدالله و خاندانش مسئولين امور دينی و نظامی و ابو سعيد و خاندانش مسئولين امور سياسی شدند . اين كنفدراسيون به در ابتدا ابو سعيد و خاندانش خودشان را خليفه قبايل ذگری و بر مذهب اباضی بودند اما ظاهرا هرگز در زمره آنها نبودند . با وفات ابو سعيد فرزند ارشدش شيخ ابوبكر  برادر خود را شيخ نظام الدين اول را حاكم پنجگور دانست . او هر چند كه در علن به عنوان حاكم شناخته ميشد اما دستورات و فرمانهای او توسط ابوبكر صادر ميشد و اين حال تا زمان شيخ بلار ادامه يافت . شيخ ابوبكر با دعوت های دینی از جانب مير ابراهيم بن ميرعبدالله كه مبنا بر نهج توحيد و پيروی دقيق از قوانين سنتی اسلامی و استناد مستقيم از قرآن و احاديث اهل سنت بود خودش را تابع مذهب آن ها دانست . آن ها با ايجاد اتحاد دينی - سیاسی مکران را مدت زمانی حكومت كردند . شيخ ابوبكر و مير ابراهيم بن مير عبدالله  كه دولت مردانی بسيار توانا و با استعداد بودند ولی ستمگر و بسيار سختگير در دل هم عصران خود شناخته ميشدند . آزار و اذيت و كشتار های دسته جمعی به فرقه های مهدوی و اسماعيليون به اين دو فرد نسبت داده ميشود .  مير ابراهيم بين كولواه و بولیده و مند بلو شهر كلگ و كایی پايه گذاری كرد تا طلاب دينی اش و نيروهای وفا دارش و برای افزايش تسلط و كنترل خود بر منطقه در يک منطقه صعب العبور بمانند . 
آن ها با ايجاد اتحاد دينی - سیاسی مردم مكران را برای رهایی از بدعت ها و خرافات دعوت می کردند . با مرور ايام طرفداران وپيروانان آن ها زياد شدند سرانجام مير ابراهيم بن مير عبدالله با تاكتيک بِجن و بچار دگارانی و بدون تداخل از جانب خود فرقه های مهدوی واسماعيلی را با فرقه ذگری در پنجگور و تربت و كوه مراد را به جان خود انداخت و اين حال تا زمان مير محمد نصير خان ادامه يافت .  محمد نصير خان نيز همان گونه برخی عقايد مشترک با اين اعضای اين كنفدراسيون  داشت از جمله عداوت با ذگريان اما دخالت های آن ها را مسبب اصلی حمله احمدشاه درانی را به كلات دانست و همچنين فرصا مناسب برای افزايش مکران به قلمرو خود بود  . در آن وقت هميشه مورد طعن و مذمت در اشعار خاندان رند دگارانی قرار می گرفت  زيرا خانات كلات هميشه مورد «استهزا و استخفاف »  قوم رند دگارانی بودند و بارها در اشعارشان مورد طنز يا مذمت قرار می گرفتند و هميشه مورد هجا شعری بودند كه معروف هجا مير درواست بن مير دادشاه رند دگارانی آمده : 
| او كَلات ءِ هانات شما وتا شاه و خان كورتا |  | هر مُلک ءُ دِياری شما هَبرُ و تَران شِر كورتا     |
| ما شمی لشكرا درد و زهر داتا             |  | عبدالله خان كلاتا لِه و دِه داتا             |
| شما وتی دَهر ءَ زهر مار كورتا             |  | عَلّمْ بزانی دگاران رندان بی بهرانا چون كورتا |
| ازد مكران په تئی لشكرا ديدار ءِنت        |  | شپ ءَان لونج ءِنت و هان كلات سرا بور ءِنت     |

سرانجام محمد نصير خان با تدبير درست  عمر خان گيچكی و ابراهيم خان شمبی زهی و شيخ مراد بليدئی و ملا آدم رند دگارانی كه مورد تبعيض افراد كنفدراسيون قرار گرفته بودند با دعوت از خان كلات به كلات روانه شدند . محمد نصير خان وجود سياسی اين كنفدراسيون را مهلک و وخيم برای آينده قبايل بلوچ مکران دانست ، زيرا اغلب اقوام از تبعيض طبقاتی رايج در آن وقت شكايت می كردند و به فكر نظام حكومتی جديد در مكران شد كه به رياست خان كلات و نيابت خاندان گيچكی و دخالت تبعيض شدگان از قوم بليدئی و فرماندهی خاندان شمبی زھی بايد صورت بگيرد . خان كلات به عمر خان وعده های غنيم داد اما در عين حال او را مجبور به تبديل مذهب از ذگری به اهل سنت كرد . سرانجام محمد نصير خان بدين ترتيب برای ازالت اين كنفدراسيون جنگ داخلی در مكران شروع كرد . مقاومت افراد كنفدراسيون نيز نقش به سزایی برای استمرار حكومت آن ها شد اما به دليل نفاذ ذخاير و انقلاب اغلب مردم بر حكومت وقت شيخ بلار و شيخ قاسم خان بوسعيدی (بليدئی) مجبور به مذاكره شدند. در اين مذاكره شيخ قاسم از حکومت خود در بولیده و پنجگور و برخی اراضی ممتد تا قلعه سیب سوران را برای دودمان گيچكی تنازل كرد . شيخ قاسم خان ثانی همراه خاندان رند دگارانی و مير زنگی بن مير ملوک بوسعيدی و ملک نصر الدين كه نيز از اين مذاكره نا راض بودند به تربت و پنجگور لشكر كشيدند و آنجا را به طور موقت از دست دودمان گيچكی در آوردند . سپس به طور فجيعانه دست به انتقام زدند و اغلب خائنين و افراد خاندان گيچكی  از جمله عمر خان را قتل عام نمودند . محمد نصير خان همراه اخوند محمد صاحب نيز روانه مكران شد و توانست طی چند هفته نبردهای پشت سر هم قلعه ميری تربت را به تصرف خود در آورد ، شيخ قاسم نيز به گوادر عقب نشينی كرد و از آنجا به عمان و پناهنده سلطان بن احمد البوسعيدی شد . كه در نتيجه ميان او و محمد نصير خان با واسطه سلطان عمان صلح ايجاد شد . سرانجام با تصرف شيخ بهائی بر تربت هنوز محدوده مكران تحت تصرف كامل او نبوده زيرا هنوز مناطق تحت حكم خاندان رند دگارانی در مند و بلو تا ناحيه درواست جاه موجود بود ، با گذر از سلسله جنگ های طولانی برای استقلال مكران و جنگ های داخلی در بين رندان دگارانی فرزند آخرين حاكم منطقه كلگ موسوم به مير پردل هان بن مير رحمت كه مرگ را بهتر از حكم غريبه بر سر خاندانش دانست منطقه كلگ و كایی ، هوشاپ كولواه ، را به طور جمعی ويران كرد وبا آتش سوزاند تا مبادا اقوام ديگری در اين مكان سكونت كنند و سپس همراه مجموعه ای از ساكنين منطقه كه از دو  خاندان كنفدراسيون تشكيل داده بودند به آبادی جدش درواست جاه كه امروزه متشكل از دو مكان هیدوچ و زیارت (هیدوچ) رحلت كرد و آخرين مقر حكم خاندان رند دگارانی از شاخه های ملازهی هيدوچ ، اسكآنی هيدوچ و زيارت ، بلوچ زهی را در آنجا تشكيل كرد و مير بدر الدين. نيز آخرين مقر حكومت بوسعيدی ها را در قصرقند و راسک ايجاد نمود . گيچكی ها مدتی تحت حكم خان كلات بودند و در مستقبل بر آن ها شورش اعلام نمودند . و درعقيده خانات كلات مکران هميشه برايشان مكانی مشؤوم بود .  

### اواخر دوران نوری محمد نصير خان
مدتی بعد سيک های ھندی ارتشی تشكيل داده بودند كه به مناطق غربی مسلمان نشين حكومت گوركانيان حمله كردند و توانستند لاهور را به تصرف خود در آوردند و ظلم و ستم زيادی به مسلمانان منطقه روا داشتند . احمد شاه درانی نيز برای یاری مسلمانان آن منطقه اعلام جهاد كرد و از خان كلات خواست تا به او ملحق شود . محمد نصير خان با بيش از پنج هزار نيرو از قبايل بلوچ زبان تابع او ولشكريان افغان راهی جنگ با سیک ها شدند . محمد نصير خان در جنگ كه نيز از شيوه مبارزه سيک ها در نبرد ها نميدانست در اولين روز به شدت مورد جراحت قرار گرفت . احمد شاه ابدالی نيز در همان شب سرداران سپاه را جمع نمود و از شيوه جنگ سيک ها اگاه ساخت سرانجام با نبردهای متوالی محمد نصير خان كه نيز به شدت خسته شده بود دو نفر از فرماندهانش به نام منگو خان و محمدحسن خان با تفنگ های سر پر به جان  سيک ها افتادند و موجب دمار شديدی بهشان هم شدند .  كه شاعر در وصفشان می گويد 
| مزار محمد حسن مير زور       |  | كزو ديده دشمنان گشت كور |
| چو جولان نمودی به ميدان جنگ |  | دريدی دل دشمنانت بيدرنگ |

در اين جنگ نيز فرزندان او محمد رحيم خان و محمد مصطفی خان مقتول گشتند سرانجام نيروهای سیک توانستند عقب نشينی كنند واحمدشاه توانست بر آنها غلبه كند . محمد نصير خان نيز دومين حاكم پس از حاكمان مكران  شروع به جمع كردن اموال زكات شد وقوانين و مقررات جديد در مناطق تحت حكم او مقرر ساخت . او نيز برای يک مسمی داشتن مناطق تحت حكم او اعم از كلات ، خضدار وآواران و خاران و … از مسمی جديد به نام بلوچستان كه از زمان نادريه رواج گرفت استفاده كرد . و نهايتاً در سال ۱۷۹۴ وفات نمود .

## حاکمان کلات
| تصدی                           | فرزندان                                                                                              | خان کلات                                                                                             |  |
| ۱۴۱۰–۱۴۴۰                      | امیرعمرخان قلندرخان                                                                                  | امیر میروخان میروانی بلوچ                                                                            |  |
| ۱۴۴۰–۱۴۶۰                      | زهروخان محراب خان احمدخان                                                                            | امیرکمبرخان                                                                                          |  |
| ۱۴۶۰–۱۴۸۳                      | امیرحاج بجارخان میروانی                                                                              | امیر عمرخان میروانی                                                                                  |  |
| ۱۴۸۳–۱۴۸۵                      | امیرچاکرخان رند                                                                                      | امیر شیهک خان رند                                                                                    |  |
| ۱۴۸۵–۱۴۹۴                      | میرشهداد میرشهزاد میرقریش میرجلال خان میرعالی میرالله داد میررستم خان میرباقرخان میرنوحان میرشاهوخان | امیرچاکرخان رند اعظم                                                                                 |  |
| ۱۴۹۴–۱۵۱۲                      | اسماعیل خان ایروپ خان                                                                                | امیرمندو خان پهژ رند                                                                                 |  |
| ۱۵۱۲–۱۵۳۰                      | ملک دوستین اول                                                                                       | امیربیجار خان میروانی                                                                                |  |
| ۱۵۳۰–۱۵۳۵                      | میرابراهیم خان                                                                                       | امیر ذګرخان میروانی                                                                                  |  |
| ۱۵۳۵–۱۵۴۷                      | گوهرام مینگل                                                                                         | |  |
| ۱۵۴۷–۱۵۴۹                      | میرحسن میرسنجر اسماعیل گرگین رودین قلندر میرودوم                                                     | امیر ګوهرام خان قمبرانی                                                                              |  |
| ۱۵۴۹–۱۵۶۹                      | | امیر حسن خان قمبرانی                                                                                 |  |
| ۱۵۶۹–۱۵۸۱                      | ملوک خان                                                                                             | میر سنجر خان قمبرانی                                                                                 |  |
| ۱۵۸۱–۱۵۹۰                      | کمبرخان دوم                                                                                          | امیر ملوک خان قمبرانی                                                                                |  |
| ۱۵۹۰–۱۶۰۱                      | احمد اول                                                                                             | امیر قمبر ثانی خان قمبرانی                                                                           |  |
| ۱۶۰۱–۱۶۱۰                      | سوری (سرور)                                                                                          | امیر احمدخان قمبرانی                                                                                 |  |
| ۱۶۱۰–۱۶۱۸                      | قیصر                                                                                                 | امیر سوری خان قمبرانی                                                                                |  |
| ۱۶۱۸–۱۶۲۹                      | احمددوم                                                                                              | امیر قیصر خان قمبرانی                                                                                |  |
| ۱۶۲۹–۱۶۳۷                      | التاز اول                                                                                            | امیر احمد ثانی خان قمبرانی                                                                           |  |
| ۱۶۳۷–۱۶۴۷                      | کیچی                                                                                                 | امیر التاز خان قمبرانی                                                                               |  |
| ۱۶۴۷–۱۶۵۶                      | التاز دوم                                                                                            | امیر کچی خان قمبرانی                                                                                 |  |
| ۱۶۵۶–۱۶۶۶                      | | امیر التاز خان قمبرانی                                                                               |  |
| ۱۶۶۶–۱۶۹۵                      | محراب اول                                                                                            | امیر احمد اول خان قمبرانی (نام خاندان سلطنتی اش را از قمبرانی به احمدزای تغیر داد)                   |  |
| ۱۶۹۵–۱۶۹۷                      | احمدچهارم عبدالله                                                                                    | امیر مهراب خان احمدزای اول                                                                           |  |
| ۱۶۹۷–۱۷۱۴                      | | امیر سمندرخان احمدزای (امیر الامرا ، امیر امیران)                                                    |  |
| ۱۷۱۴–۱۷۱۶                      | | امیر احمد خان دوماحمدزای                                                                             |  |
| ۱۷۱۶–۱۷۳۱                      | محبت خان التازخان محمدنصیرخان اول                                                                    | امیر عبدالله خان قهار احمد زئی (شاهین کوه‌ها و بزرگ‌مرد)                                               |  |
| ۱۷۳۱–۱۷۴۷                      | | امیر محبت خان احمزای (بیگلر بیگی)                                                                    |  |
| ۱۷۴۷_ ۱۷۴۹                     | | امیر التاز خان سوم احمدزائی رئیس بلوچ                                                                |  |
| ۱۷۴۹–۱۷۹۴                      | | امیرمحمدنصیر خان اول احمدزائی امیرالامرای بلوچستان(بیگلربیگی، نوری، غازی، ولی و بزرگ)                |  |
| ۱۷۹۴–۱۸۱۷                      | | امیر محمود خان دوم احمدزای                                                                           |  |
| ۱۸۱۷–۱۳ نوامبر ۱۸۳۹            | | امیر مهراب خان احمدزای                                                                               |  |
| ۱۸۳۹–۱۸۴۱                      | | امیر شهنواز خان احمدزای                                                                              |  |
| ۱۸۴۱–۱۸۵۷                      | | امیر نصیر خان دوم احمدزای                                                                            |  |
| ۱۸۵۷ - مارس ۱۸۶۳               | | امیر خداداد خان احمدزای بلوچ (بار اول); در زمان حکومت وی، هفت شورش بزرگ و چندین شورش جزئی وجود داشت. |  |
| مارس ۱۸۶۳ - مه ۱۸۶۴            | | امیر شیردل خان احمذزای بلوچ (غصب تاج و تخت)                                                          |  |
| مه ۱۸۶۴–۱۵ اگوست ۱۸۹۳          | | امیر خداداد خان (بار دوم)                                                                            |  |
| ۱۰ نوامبر ۱۸۹۳ – ۳ نوامبر ۱۹۳۱ | | امیر محمود خان دوم احمدزای رئیس بلوچ                                                                 |  |
| ۳ نوامبر ۱۹۳۱ – ۱۰ سپتمبر ۱۹۳۳ | | امیرمحمد عظم جان خان احمدزای رئیس بلوچ                                                               |  |
| ۱۰ سپتمبر ۱۹۳۳ – ۱۴ اکتبر ۱۹۵۵ | | میر احمد یارخان احمدزای رئیس بلوچ                                                                    |  |
| ۱۲ مارس ۱۹۵۵ – ۳۰ مارس ۱۹۵۵    | | دولت کلات به پاکستان ملحق شد                                                                         |  |

*در این بین خوانینی بوده‌اند که مدت چندان طولانی حکومت نکردند و ما اسامای آن‌ها را در این بخش ذکر می‌کنیم:
امیربهرام خان احمد زهی (فرزند میرحاجی ولد امیرمحبت خان احمد زهی بیگلربیگی)

## منبع
1. ↑  Spooner, Brian (2011). "10. Balochi: Towards a Biography of the Language".  In Schiffman, Harold F. (ed.). Language Policy and Language Conflict in Afghanistan and Its Neighbors. Brill. p. 320. ISBN 978-9004201453. The medium of administration in this state, which became known as the Khanate of Kalat, was Persian, as was customary down to the 19th century throughout south and central Asia and beyond (see Spooner, this volume).
2. 1 2  Foundation, Encyclopaedia Iranica. "Brahui". Encyclopaedia Iranica.
3. ↑  «BALUCHISTAN i. Geography, History and Ethnography». Encyclopaedia Iranica (به انگلیسی). دریافت‌شده در ۲۰۲۵-۰۴-۲۷.
4. ↑  «Treaty of Kalat between Balochistan and Afghanistan in 1758» (PDF). بایگانی‌شده از اصلی (PDF) در ۴ مارس ۲۰۱۶. دریافت‌شده در ۶ مه ۲۰۱۶.
5. ↑  "Baluchistan" Imperial Gazetteer of India Vol. 6, p. 277, from the Digital South Asia Library, accessed 15 January 2009
6. ↑  سارانی،مرتضی،شجره انساب قبایل بلوچ ،چاپ اول،ایران: سال انتشار ۱۳۹۹ شمسی
7. ↑  هتورام،رائی بهادر لاله،تاریخ‌بلوچستان،آکادمی کویته،۱۹۱۰م
8. ↑  Naseer Dashti (8 October 2012). THE BALOCH and BALOCHISTAN  A historical account from the Beginning to the fall of the Baloch State. Trafford Publishing. p. 280. ISBN ویژه:BookSources/978-1-4669-5896-8.

۴. تاریخ بلوچستان نوشته رائی بهادر لاله هتورام چاپ کویٹه 
1. تاریخ بلوچستان  میر گل خان نصیر چاپ کویٹه
2. تاریخی اغلاط نامی نوشته استاد الفت نسیم
3. آقا مرتضی خان سارانی (۱۴۰۱) . حكام و امرای بلوچ . ج ۱
4. تحفه نامه ، گنجاوی
5. تاريخ خوانين قلات (۱۳۲۲) ، گل خان نصير ، ج .۱ .سازمان سينترل جيل حيدر آباد ( سنده ) . دريافت شده در ۱۳۹۹/۳/۲
6. افراسیابی، بهرام. عقاب کلات و خاطرات طبیب مخصوص نادر.مهرفام ( ۱۳۸۸ )